# Silberhorn (Rätikon)
Das Silberhorn, auch Hubel genannt, ist ein Bergrücken im Hochtal Malbun, Gemeinde Triesenberg mit 2150 m ü. M. zwischen Bärgtälli und Vaduzer Täli. 1989 wurde das wenige Meter unterhalb des Gipfels stehende Kreuz aufgestellt.

## Einzelnachweis
1. ↑  Lorenz Jehle: Bergwelt Liechtenstein Gipfel und Sprüche. Hrsg.: Liechtensteiner Alpenverein. 2.  Auflage. Schaan, ISBN 978-3-905437-15-7.